# Nombre métallique
En mathématiques, les nombres métalliques (ou constantes métalliques) forment une suite de nombres réels généralisant le nombre d'or. Il a été proposé deux généralisations possibles, donnant des constantes différentes, même si on retrouve le nombre d'or dans les deux.

## Première généralisation
Le nombre d'or permettant d'exprimer le terme général des suites {\displaystyle (u_{n})} vérifiant la récurrence linéaire définissant la suite de Fibonacci {\displaystyle u_{n+2}=u_{n+1}+u_{n}}, il a été proposé d'appeler nombres métalliques les nombres permettant d'exprimer, pour un nombre entier {\displaystyle p\geqslant 1}, le terme général des suites {\displaystyle (u_{n}^{(p)})} vérifiant la récurrence linéaire :
{\displaystyle u_{n+2}^{(p)}=pu_{n+1}^{(p)}+u_{n}^{(p)}.}
Par définition, le p-ième nombre métallique, noté {\displaystyle \varphi _{p}}, est l'unique solution positive de l'équation caractéristique de la récurrence : {\displaystyle x^{2}=px+1}.
Si une telle suite tend vers l'infini, {\displaystyle \varphi _{p}} est la limite du rapport {\displaystyle u_{n+1}/u_{n}} .
Pour p = 2, le métal proposé a été l'argent, puis le bronze pour le nombre suivant,,.
Les suites {\displaystyle (u_{n}^{(p)})} ont été baptisées p-metallonacci sequences en anglais.

### Diverses expressions dup-ième nombre métallique
- En tant que solution positive de l'équation du second degré {\displaystyle x^{2}=px+1}, on obtient l'expression analytique du p-ième nombre métallique :

- En réécrivant l'équation sous la forme

{\displaystyle x=p+{1 \over x}}
on en déduit son développement en fraction continue :
{\displaystyle \varphi _{p}=p+{\cfrac {1}{p+{\cfrac {1}{p+{\cfrac {1}{p+{\cfrac {1}{p+\ddots \,}}}}}}}}=[p;p,\dots ]}.
- En réécrivant l'équation sous la forme {\displaystyle x={\sqrt {1+px}}}

on en déduit sa forme en radical imbriqué infini : 
{\displaystyle \varphi _{p}={\sqrt {1+p{\sqrt {1+p{\sqrt {1+p{\sqrt {1+\cdots }}}}}}}}}.
- Le p-ième nombre métallique est également donné par une intégrale :

Les rectangles d'or, d'argent, et de bronze.

{\displaystyle \varphi _{p}=\int _{0}^{p}{\left({x \over {2{\sqrt {x^{2}+4}}}}+{{p+2} \over {2p}}\right)}\,\mathrm {d} x.}

### Rectangles métalliques
Le p-ième nombre métallique est le rapport entre la longueur et la largeur d'un rectangle tel que si on lui ôte p carrés de taille maximale, on obtient un rectangle semblable à celui de départ.
On obtient en effet la relation {\displaystyle {\frac {l}{L-pl}}={L \over l}} qui donne {\displaystyle x^{2}=px+1} si on pose {\displaystyle x=L/l}.

### Expressions trigonométriques
| Numéro du nombre métallique | 1                                       | 2                                       | 3 | 4                                           |
| --------------------------- | --------------------------------------- | --------------------------------------- | --- | ------------------------------------------- |
| Formule trigonométrique     | {\displaystyle 2\cos {\frac {\pi }{5}}} | {\displaystyle \tan {\frac {3\pi }{8}}} | {\displaystyle 2\cos {\frac {\pi }{13}}\left({\frac {\sin {\frac {2\pi }{13}}}{\cos {\frac {3\pi }{13}}}}+1\right)} | {\displaystyle 8\cos ^{3}{\frac {\pi }{5}}} |
| Polygone régulier associé   | Pentagone                               | Octogone                                | Tridécagone | 29-gone                                     |

### Propriétés des puissances entières
De même que les puissances successives du nombre d'or vérifient {\displaystyle \varphi ^{n}=F_{n}\varphi +F_{n-1}} où {\displaystyle (F_{n})} est la suite de Fibonacci, les puissances des nombres métalliques vérifient :
{\displaystyle \varphi _{p}^{n}=G_{n}\varphi _{p}+G_{n-1}\,\,(1)}
où la suite {\displaystyle (G_{n})}, définie par {\displaystyle G_{0}=0,G_{1}=1,G_{n+2}=pG_{n+1}+G_{n}} est la p-suite de Fibonacci.
En prolongeant la suite {\displaystyle (G_{n})} aux entiers négatifs et en acceptant les {\displaystyle p} négatifs dans la définition de {\displaystyle \varphi _{p}={\frac {p+{\sqrt {p^{2}+4}}}{2}}} , la relation (1) est valable pour tous les entiers relatifs.
Alors, si {\displaystyle \varphi '_{p}=\varphi _{-p}=p-\varphi _{p}=-{1 \over {\varphi _{p}}}} est l'autre solution de {\displaystyle x^{2}=px+1}, les puissances de {\displaystyle \varphi '_{p}} vérifient également {\displaystyle \varphi _{p}'^{n}=G_{n}\varphi _{p}'+G_{n-1}} de sorte que, par application de la formule de Binet, on a l'égalité :
{\displaystyle G_{n}={\frac {\varphi _{p}^{n}-\varphi _{p}'^{n}}{\varphi _{p}-\varphi _{p}'}}}.
Remarquons aussi que puisque {\displaystyle {1 \over {\varphi _{p}}}=\varphi _{p}-p}, l'inverse d'un nombre métallique a la même partie fractionnaire que lui.
De plus, la propriété {\displaystyle \varphi _{4}=\varphi ^{3}} se généralise. En effet, toute puissance impaire d'un nombre métallique est un autre nombre métallique : 
{\displaystyle \varphi _{p}^{2n+1}=\varphi _{\sum _{k=0}^{n}{{2n+1} \over {2k+1}}{{n+k} \choose {2k}}p^{2k+1}}}
Par exemple, {\displaystyle \varphi _{p}^{3}=\varphi _{\left(p^{3}+3p\right)}} .

## Deuxième généralisation: constantes dep-nacci.
Une autre généralisation de la récurrence linéaire double : {\displaystyle u_{n+2}=u_{n+1}+u_{n}} étant la récurrence p-uple : {\displaystyle u_{n+p}=u_{n+1}+u_{n+2}+\ldots +u_{n+p-1}}, il a été aussi proposé d'appeler nombres métalliques les nombres permettant d'exprimer le terme général des suites {\displaystyle (u_{n})} vérifiant cette récurrence. Partant de l'or, l'argent et le cuivre (situés au-dessus de l'or dans le tableau périodique), ont été proposés pour les nombres suivants : le nickel, le cobalt et le fer ,,. Mais par conformité avec les appellations données dans l'encyclopédie des suites entières (OEIS), nous désignerons ces nombres par constantes de p-nacci.
Par définition, chaque constante, notée {\displaystyle \alpha _{p}} dans , est l'unique solution positive de l'équation caractéristique de la récurrence : {\displaystyle x^{p}=1+x+\ldots +x^{p-1}}  (attention, avec cette numérotation, le nombre d'or est {\displaystyle \alpha _{2}}, {\displaystyle \alpha _{1}} étant égal à 1).
En utilisant la formule des suites géométriques, on obtient que {\displaystyle \alpha _{p}} est l'unique solution positive autre que 1 de l'équation de degré p + 1 : {\displaystyle x^{p+1}-2x^{p}+1=0}, équation qui peut s'écrire aussi : {\displaystyle x=2-{\frac {1}{x^{p}}}} .
Cette solution ne s'exprime pas à l'aide de radicaux à partir de p = 5, mais peut s'écrire comme somme d'une série :
{\displaystyle \alpha _{p}=2-2\sum _{i=1}^{+\infty }{\frac {\binom {(p+1)i-2}{i-1}}{i\cdot 2^{(p+1)i}}}.}

### Étude de la suite des constantes dep-nacci
Cette suite croit strictement de 1 jusqu'à sa limite égale à 2. Ceci est aussi "confirmé" par la suite d' "infinacci" où chaque terme est la somme de tous les précédents, débutant par 0,1 : 0, 1, 1, 2, 4, 8, 16, 32, ... où le quotient de termes consécutifs vaut exactement 2.
Un encadrement simple est :
{\displaystyle 2-{\frac {1}{2^{p-1}}}\leqslant \alpha _{p}\leqslant 2-{\frac {1}{2^{p}}}}.
Un développement asymptotique est :
{\displaystyle \alpha _{p}=2-{\frac {1}{2^{p}}}-{\frac {p}{2^{2p+1}}}+o\left({\frac {1}{2^{p}}}\right)}.
L'équation caractéristique possède une unique solution négative, supérieure à –1 pour p pair, et aucune pour p impair. Cette solution, ainsi que les solutions complexes {\displaystyle \alpha } ont un module vérifiant {\displaystyle 3^{-p}<|\alpha |<1}, qui tend donc vers 1 quand p tend vers l'infini.